# Linguaggio alieno

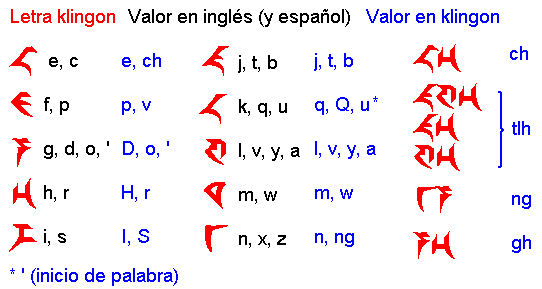
Alfabeto klingon, dalla serie tv Star Trek

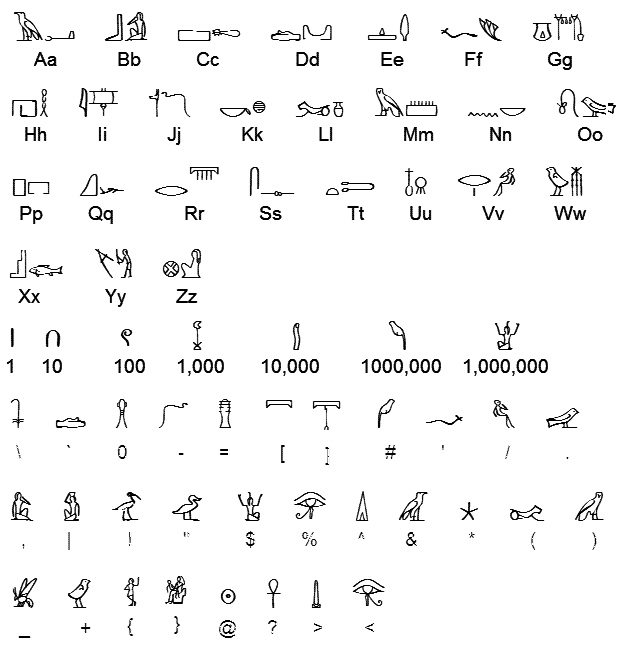
Uno degli alfabeti "Goa'uld" visti nella serie tv Stargate SG1

Il termine linguaggio alieno si riferisce a qualsiasi forma di linguaggio che potrebbe essere utilizzato da ipotetiche forme di vita extraterrestri. Lo studio di tali linguaggi è stato denominato xenolinguistica o astrolinguistica ed è un campo ipotetico presente soprattutto nella fantascienza.
Generazioni di autori di fantascienza si sono confrontati col problema dei linguaggi alieni; alcuni hanno creato lingue artificiali per i propri personaggi, altri invece hanno eluso il problema introducendo speciali dispositivi per la traduzione o altre tecnologie fantastiche.
Sebbene la questione dei linguaggi alieni rimanga per lo più limitata alla letteratura fantascientifica, la possibile esistenza di forme di vita extraterrestri intelligenti la rende oggetto credibile anche di speculazioni scientifiche e filosofiche.

## Fantascienza
In molti racconti di fantascienza compaiono culture aliene dotate di una propria lingua.
Il protagonista del romanzo Lontano dal pianeta silenzioso di C. S. Lewis, ad esempio, grazie alla sua esperienza di filologo è in grado di ricostruire le lingue parlate su Marte.
Lewis era un creazionista e riteneva quindi plausibile che un alieno parlasse un dialetto indoeuropeo.
Allo stesso modo, i marziani in Noi marziani di Philip K. Dick sono in qualche modo collegati con gli aborigeni australiani e parlano una forma d'inglese pidgin.
Tuttavia, autori con posizioni più convenzionali in materia di antropogenesi hanno dovuto ricorrere a stratagemmi più complessi, come ad esempio il Pesce di Babele di Douglas Adams, o hanno dovuto ammettere che la comunicazione può rivelarsi estremamente difficile, se non impossibile.
Questo è sicuramente il caso di Stanisław Lem in Solaris e di Arthur C. Clarke in 2001: Odissea nello spazio.
Probabilmente la lingua artificiale più complessa è il Klingon dell'universo di Star Trek, una lingua piuttosto evoluta interamente creata a tavolino. In Star Trek compare inoltre il Linguacode, un mezzo di comunicazione basato su segni grafici usato nei primi contatti con specie sconosciute.
Babylon 5 descrive un linguaggio ‘universale’ chiamato Interlac, pensato in modo che le altre civiltà possano facilmente decifrarlo e utilizzarlo per comunicare. Alcune specie dispongono di computer in grado di tradurre nella propria lingua le trasmissioni in Interlac in tempo reale, rendendo la comunicazione con le altre razze il più semplice possibile. Molte specie nell'universo di Babylon 5 sono comunque in grado di imparare altre lingue.
Nel film e nel libro Incontri ravvicinati del terzo tipo, gli scienziati si servono delle note musicali per comunicare con gli ospiti alieni.
Nel film Mars Attacks! i marziani parlano un'insolita lingua aliena che comprende solo le parole  "ack!" e "rack!"
Nel cartone animato Futurama vi sono due lingue aliene; la prima sostituisce direttamente i caratteri dell'alfabeto latino, mentre la seconda è un codice di addizione modulare.
Nel film e nel libro Contact gli alieni inviano le istruzioni per costruire una macchina per raggiungerli servendosi della matematica, che il protagonista definisce "l'unico linguaggio universale".
Sempre riferito agli alieni è il linguaggio circolare degli eptapodi di Arrival. Nel film la linguista Louise Banks viene chiamata per decifrare i simboli, poi rivelatisi linguaggio non lineare, degli alieni e nel farlo, nell'imparare la loro lingua essa diventa capace di pensare come loro e addirittura vedere il futuro tanto quanto il passato. Il film fa apertamente uso dell'ipotesi Sapir-Whorf secondo la quale la lingua plasma le categorie concettuali e semantiche attraverso la quale ogni cultura organizza la conoscenza e vede il mondo.

## Lista di lingue aliene
Lingue artistiche riferite ad immaginarie civiltà extraterrestri pubblicate professionalmente su libri o altri media:

### Civiltà aliene
- D'ni - La lingua del popolo D'ni nella serie di videogiochi e romanzi di Myst.
- Goa'uld - La lingua dei Goa'uld nell'universo di Stargate SG-1.
- Huttese - La lingua degli Hutt nell'universo di Guerre stellari.
- Kēlen - Una lingua senza verbi creata da Sylvia Sotomayor.
- Klingon - La lingua dei Klingon nell'universo di Star Trek.
- Mando'a - La lingua dei Mandaloriani nell'universo di Guerre stellari.
- Minbari - La lingua dei Minbari nell'universo di Babylon 5.
- Mondano - Dal ciclo delle porte di Nancy Kress.
- Na'vi - La lingua del popolo Na'vi che vive sulla luna Pandora del film Avatar
- Romulano - La lingua dei Romulani nell'universo di Star Trek.
- Tenctonese - Dal film Alien Nation: nazione di alieni e dal telefilm Alien Nation.
- Unas - La lingua degli Unas nell'universo di Stargate SG-1.
- Vulcaniano - La lingua dei Vulcaniani nell'universo di Star Trek, con relativo alfabeto.

### Civiltà umane non terrestri
- Antico - La lingua degli Antichi nell'universo di Stargate.
- Baronh - La lingua degli Abh negli anime di Morioka Hiroyuki Crest of the Stars e Banner of the Stars.
- Chakobsa - La lingua dei Fremen nel ciclo di Dune di Frank Herbert.
- Iotico - La lingua degli abitanti del pianeta Urras nel romanzo di Ursula K. Le Guin I reietti dell'altro pianeta.
- Kobaïan - La lingua degli abitanti del pianeta Kobaia creato dal musicista francese Christian Vander.
- Linguaggio da battaglia degli Atreides - La lingua della Casa Atreides nel ciclo di Dune di Frank Herbert.
- Mando'a - La lingua dei della cultura Mandaloriana
- Pravico - La lingua degli abitanti del pianeta Anarres nel romanzo di Ursula K. Le Guin I reietti dell'altro pianeta.
- Stark - La lingua comune interstellare nel ciclo di Ender di Orson Scott Card.

### Civiltà miste
- Basic Galattico - La lingua franca dell'universo di Guerre stellari.
- Galach - la lingua ufficiale dell'Impero nel ciclo di Dune e in altri romanzi di Frank Herbert.
- Linguacode - Lingua usata per comunicare con culture sconosciute da parte della Federazione dei Pianeti Uniti nell'universo di Star Trek.
- Marain - La lingua comune della Cultura nei romanzi di Iain Banks.